# یوسف میزراخی
یوسف میزراخی (عبری: יוסף מזרחי‎، متولد ۱۹۶۸) خاخام حردی و سخنران عمومی است. مقامات برجسته یهودیت ارتدوکس او را به خاطر نظرات جنجالیش به‌طور گسترده محکوم کرده‌اند و ممنوعیتهای زیادی برای او فراهم کردند.

## اوایل زندگی
یوسف میزراخی در اسرائیل به دنیا آمد. پدرش یهودی مراکشی و مادرش یهودی ایرانی بود. او در جوانی خدمت سربازی اجباری را در نیروهای دفاعی اسرائیل انجام داد و بعداً در بخش مالی زندگی شغلی را دنبال کرد. در سال ۱۹۹۴، میزراخی درگیر تبلیغ یهودیان شد و یک سال بعد شروع به توزیع لوح‌های فشرده و دی وی دی‌های سخنرانی‌های خود کرد. در سال ۱۹۹۷، او یادگیری و آموزش تورات را در یشیوات اور یسرائیل در مانزی، نیویورک آغاز کرد. در سال ۲۰۰۴، ویدیوهای او در اینترنت ظاهر شد.
میزراخی نوکیشان احتمالی را به یهودیت هدایت می‌کند تا آیین یهودی را بیاموزند و بپذیرند.

## جنجال‌ها

### کووید-۱۹
در آوریل ۲۰۲۰، در طول همه‌گیری کووید-۱۹، میزراخی ادعا کرد که دمیدن هوای گرم از سشوار به گلو، درمانی برای کرونا است. وی این درمان را پنج بار در روز به مدت دو روز برای موارد تأیید شده و دو بار در روز برای موارد مشکوک توصیه کرد.

### سندرم داون و اوتیسم به عنوان مجازات
در اوایل سال ۲۰۱۴، قبل از یک تور سخنرانی در لندن، نگرانی در مورد اظهارات میزراخی در سخنرانی‌های قبلی خود در رابطه با رفتار یهودیان سکولار و مذهبی در طول هولوکاست بیان شد که نشان می‌دهد سندرم داون و اوتیسم "مجازات گناهانی هستند که در زندگی قبلی انجام شده‌اند". ". میزراخی در پاسخ گفت که او از متن خارج شده‌است و هرگز به افراد دارای معلولیت بی احترامی نخواهد کرد. در نتیجه، حداقل یکی از سخنرانی‌های برنامه ریزی شده او در لندن لغو شد.

### هولوکاست
میزراخی ادعا کرده‌است که یهودیان با حل شدن در بین غیریهودیان به ایجاد هولوکاست کمک کردند.
در دسامبر ۲۰۱۵، میزراخی در یکی از سخنرانی‌های خود ادعا کرد که ممکن است تنها یک میلیون یهودی در مقابل رقم ۶ میلیونی که پذیرفته شده‌است، در هولوکاست به قتل رسیده باشند، زیرا بسیاری از آنها بر اساس قوانین یهودی (هلاخا) که مستلزم آن است که مادر فرد یهودی باشد، یهودی نبوده‌اند. او توسط دانشگاهیان و رهبران یهودی از جمله افرایم زورف، مدیر مرکز سیمون ویزنتال، مورد انتقاد قرار گرفت، که گفت که او «تاریخ را بنا به دستور کار ساخته‌است.» بعداً میزراخی عذرخواهی کرد.

### تیراندازی در کنیسه پیتسبورگ
پس از شنیدن یک گزارش نادرست مبنی بر اینکه تیراندازی در کنیسه پیتسبورگ در اکتبر ۲۰۱۸ در طی مراسمی برای پسر یک زوج همجنس‌گرا رخ داد، میزراخی علت تیراندازی را رفتار گناهکارانه جماعت دانست.

## محکومیت و ممنوعیت
در سال ۲۰۱۶، خاخام اعظم بریتانیا، افرایم میرویس، علیه برنامه‌های این «مبلغ نفرت یهودی» برای بازدید از بریتانیا صحبت کرد. وزارت کشور میزراخی را از ورود به بریتانیا منع کرده‌است.
در دسامبر ۲۰۱۶، ۱۶ خاخام برجسته ایالات متحده نامه ای سرگشاده در مورد میزراخی منتشر کردند و گفتند که او «مسائل پیچیده را به صدای ساده و گمراه کننده تقلیل می‌دهد» و اظهارات او «قابل اعتراض و حتی خطرناک» است. در ادامه این نامه آمده‌است که موسسات باید با مهمانانی که دعوت می‌کنند، «تذکر» بیشتری داشته باشند.
در مارس ۲۰۱۹، سفر برنامه‌ریزی شده میزراخی به بریتانیا به دنبال گزارش‌هایی مبنی بر اینکه وزارت کشور در حال بررسی ممنوعیتی به دلیل سابقه اش در گسترش نفرت و افراط گرایی است، لغو شد. میزراخی در ادامه خاخام افرایم میرویس را سرزنش کرد و از او به عنوان «شرورترین فرد شماره یک در کل جهان» به همراه خاخام ارشد سفاردی جوزف دوک یاد کرد و ادعا کرد که آنها «دو دوست، عاشقان همجنسگرا هستند که هر کاری را انجام می‌دهند. می‌تواند همجنس‌گرایی را ترویج کند و ملت یهود را از درون نابود کند، جامعه یهودیان انگلستان را نابود کند… او یک هولوکاست را بر سر یهودیان در انگلیس خواهد آورد.
در ژوئیه ۲۰۲۰، ویدئویی از میزراخی که ۱۴ خاخام برجسته را کافر خطاب می‌کرد، از پلتفرم‌های رسانه‌های اجتماعی حذف شد و درخواست‌هایی برای حذف گسترده‌تر ویدیوهای وی از سایت‌های یهودی مانند Torah Anytime به دلیل ترس از تحریک خشونت انجام شد. ناتان اسلیفکین، یکی از خاخام‌هایی که در این ویدئو تهدید شده‌است، گفت: «ما باید به این لفاظی‌های نفرت‌انگیز و بالقوه تحریک کننده خشونت اعتراض کنیم.»

## زندگی شخصی
میزراخی ساکن مانزی، نیویورک است.